# 484 aC
El 484 aC va ser un any del calendari romà pre-julià. A l'Imperi Romà es coneixia com l'Any del Consolat de Mamerc i Vibulà (o també any 270 ab urbe condita). La denominació 484 aC per a aquest any s'ha emprat des de l'edat mitjana, quan el calendari Anno Domini va esdevenir el mètode prevalent a Europa per a anomenar els anys.

## Esdeveniments

#### Grècia
- El general i estadista Xantip, pare de Pèricles, és condemnat a l'ostracisme.[2]
- Èsquil aconsegueix la seva primera victòria a les Dionísies.[3]

#### Imperi Persa
- Xerxes I, nomena el seu germà Aquemenes sàtrapa d'Egipte en temps de la Dinastia XXVII, per posar pau a les revoltes d'aquell territori.[4]

#### República Romana
- Luci Emili Mamerc i Cesó Fabi Vibulà són elegits cònsols a Roma. Emili Mamerc va derrotar els volscs i els eques segons Titus Livi o va ser derrotat per ells i Fabi Vibulà va anar depresa en el seu auxili, segons Dionisi d'Halicarnàs, que també diu que va sentir vergonya i no volia entrar a Roma a celebrar els comicis.[5][6]

## Naixements
- Heròdot, historiador grec, el principal informador de la civilització persa.[7]
- Aqueu d'Erètria, poeta tràgic grec.[8]